# Change of Heart (album Change)
Change of Heart è il quinto album in studio del gruppo musicale italo-statunitense Change, pubblicato il 23 aprile 1984.

## Tracce
1. Say You Love Me Again – 4:26
2. Change of Heart – 7:02
3. Warm – 5:00
4. True Love – 3:46
5. You Are My Melody – 6:22
6. Lovely Lady – 3:53
7. Got My Eyes on You – 4:34
8. It Burns Me Up – 5:03

## Classifiche
| Classifiche (1984)        | Posizione massima |
| ------------------------- | ----------------- |
| Paesi Bassi               | 24                |
| Regno Unito               | 34                |
| Stati Uniti               | 102               |
| Stati Uniti (R&B/hip-hop) | 15                |